# Ariel Ramírez
Ariel Ramírez (født 4. september 1921 i Santa Fe, Argentina – død 18. februar 2010) var en argentinsk komponist og pianist. Han opnåede verdensberømmelse med Misa Criolla.
1. ↑  Navnet er anført på engelsk og stammer fra Wikidata hvor navnet endnu ikke findes på dansk.
2. ↑  Navnet er anført på bokmål og stammer fra Wikidata hvor navnet endnu ikke findes på dansk.
3. ↑  Navnet er anført på bokmål og stammer fra Wikidata hvor navnet endnu ikke findes på dansk.